# ドラ猫大将
ドラ猫大将（ドラねこたいしょう、原題:Top Cat）は、ハンナ・バーベラ製作のアメリカのテレビアニメ。アメリカでは1961年9月27日から1962年4月18日までABCテレビで放送された。全30話。
日本では1963年に「ドラ猫大将」のタイトルで放送され、その後幾度も再放送されている他、1990年に「トップキャット」のタイトルで新規に数話分の日本語版が製作され、日本コロムビアからVHSで販売された。1997年に、カートゥーン ネットワークにおいて不定期的に再放送され2013年に放送終了したが、2020年に行われた『カートゥーンリクエストアワー』の3月期の投票において最多リクエスト数を獲得した事に伴い7年振りに放送される運びとなった。

## 登場キャラクター
大将（Top Cat）
声 - 谷幹一/VHS版 - 鈴木やすし/英 - アーノルド・スタング
本作の主人公。黄色の猫。カンカン帽をかぶっている。みんなのまとめ役。悪賢いところもあるが心優しい面もある。一攫千金を狙って悪知恵を働かせるが、たいてい失敗して損をする、憎めない性格。原語版での名前はTop Cat、愛称TC（ティーシー）であり、音が日本語版での名前の「大将（タイショウ）」に通ずる。
ベニ公（Benny the Ball）
声 - 三遊亭歌奴/VHS版 - 松尾銀三/英 - モーリス・ゴスフィールド
本名、ベニー・ポール。青色の猫。背が小さいずんぐりした体型。のんびりかつ真面目な性格。母親が出てきた話があり、ベンジャミンと呼ばれている。
チュウチュウ（Choo-Choo）
声 - 立川談志/VHS版 - 大竹宏/英 - マーヴィン・カプラン
ピンク色の背が高く、細い猫。メス猫に恋をすることもしばしば。
クロヘイ（Spook）
声 - 和久井節緒/英 - リー・レ・リオン
黄土色の猫。これと言った特徴はない。
サンタ（Fancy-Fancy）
声 - 長門勇/英 - ケーリー・グラント
茶色の猫。メス猫にもてるが、いいところで大将に呼び出される。
オタマ（Brain）
声  -向井真理子/英 - マーヴィン・カプラン
オレンジ色の猫。少し頭が足りない。
ディブル・ダブル（Officer Dibble）
声 - 長門勇・田の中勇/VHS版 - 増岡弘/英 - アレン・ジェンキンス
通称はディブルさん。大将達の住んでいる横丁担当のおまわりさん。大将にしばしば翻弄される、庶民的で気のいい人物。うるさく鳴るからと連絡用警察電話に勝手に出て対応してしまう大将に「電話に出るな！」と怒っている。

## 日本での放送とリスト
日本では1963年10月6日から1964年4月19日までNET（現：テレビ朝日）系列で放送。藤沢薬品工業（現：アステラス製薬）の一社提供。全30回だが、この内第18話は、最終回の半年後から行われた再放送（1964年10月6日から）の間の1964年12月26日に初めて放送された。
放送時間（JST）は、第1話から第15話までは日曜18:00 - 18:30、第16話以降は日曜18:30 - 19:00（海外アニメ『ベニーの冒険旅行』との枠交換で）。
| 話数 | 話数 | サブタイトル             | 原題                            | 放送日         | 放送日         |
| ---- | ---- | ------------------------ | ------------------------------- | -------------- | -------------- |
| 1    | 4    | お馬騒動                 | The $1,000,000 Derby            | 10月18日       | 1963年 10月6日 |
| 2    | 6    | 百万ドル損した話         | The Missing Heir                | 11月1日        | 10月13日       |
| 3    | 1    | ハワイに行こう           | Hawaii Here We Come             | 1961年 9月27日 | 10月20日       |
| 4    | 7    | 恋患い                   | Top Cat Falls In Love           | 11月8日        | 10月27日       |
| 5    | 5    | カーネギーホール出演話し | The Violin Player               | 10月25日       | 11月3日        |
| 6    | 12   | ダイヤ泥棒               | The Unscratchables              | 12月13日       | 11月10日       |
| 7    | 3    | 早合点は損               | All That Jazz                   | 10月11日       | 11月17日       |
| 8    | 11   | 恋の橋渡し               | Choo-Choo's Romance             | 12月6日        | 11月24日       |
| 9    | 8    | 親孝行                   | A Visit From Mother             | 11月15日       | 12月1日        |
| 10   | 13   | とんだ拾い物             | Rafeefleas                      | 12月20日       | 12月8日        |
| 11   | 10   | どら猫警部               | Sergeant Top Cat                | 11月29日       | 12月15日       |
| 12   | 9    | 倉庫泥棒手伝い           | Naked Town                      | 11月22日       | 12月22日       |
| 13   | 2    | ルビーを探せ             | Maharajah of Pookajee           | 10月4日        | 12月29日       |
| 14   | 15   | とんだお客様             | The Long Hot Winter             | 1962年 1月3日  | 1964年 1月5日  |
| 15   | 14   | 猫に小切手               | The Tycoon                      | 12月27日       | 1月12日        |
| 16   | 19   | 海賊の宝物               | The Grand Tour                  | 1月31日        | 1月19日        |
| 17   | 21   | 宇宙へ飛び出そう         | Space Monkey                    | 2月14日        | 1月26日        |
| 18   | 17   | バスケットの赤ちゃん     | T.C. Minds the Baby             | 1月17日        | 12月26日       |
| 19   | 20   | ベニ公の仇きうち         | The Golden Fleecing             | 2月7日         | 2月2日         |
| 20   | 16   | アリクイ騒動             | The Case of the Absent Anteater | 1月10日        | 2月9日         |
| 21   | 18   | 新しく来たオマワリさん   | Farewell, Mr. Dibble            | 1月24日        | 2月16日        |
| 22   | 22   | 大将の仮病               | The Late T.C.                   | 2月21日        | 2月23日        |
| 23   | 24   | ぼくらは同級生           | Choo-Choo Goes Ga-Ga            | 3月9日         | 3月1日         |
| 24   | 27   | ディブルさんの休暇       | Dibble Breaks the Record        | 3月28日        | 3月8日         |
| 25   | 26   | 大将の金もうけ           | The Con Men                     | 3月21日        | 3月15日        |
| 26   | 23   | ディブルさんの誕生日     | Dibble's Birthday               | 2月28日        | 3月22日        |
| 27   | 28   | テレビ騒動               | Dibble Sings Again              | 4月4日         | 3月29日        |
| 28   | 29   | ディブルさんの用心棒     | Griswald                        | 4月11日        | 4月5日         |
| 29   | 30   | 怪盗ルンペン             | Dibble's Double                 | 4月18日        | 4月12日        |
| 30   | 25   | 一日王様                 | King for a Day                  | 3月14日        | 4月19日        |

（参考：「ケンケンと愉快な仲間たち」高桑慎一郎著 188・189頁 1995年）

## 日本語版スタッフ
- テレビ版[7]
  - 翻訳：高見一
  - 演出・脚本：高桑慎一郎
  - 制作協力：千代田プロダクション

- VHS版[8][9][10]
  - 演出・脚本：高桑慎一郎
  - 翻訳：矢田尚
  - 録音：遠西勝三（ニュージャパンフィルム）
  - 制作協力：青二企画
  - 制作：日本コロムビア株式会社

## 余談
- 本作が初放送された1963年10月6日は、同局の19:00で、後に長寿番組となる『アップダウンクイズ』（当時ネットの毎日放送制作）が開始した日でもある。
- 本作の主題歌は大将役の谷ではなく後にVHSで大将を演じる鈴木ヤスシが歌唱している。